# Orthophytum benzingii
Orthophytum benzingii là một loài thực vật có hoa trong họ Bromeliaceae. Loài này được Leme & H.E.Luther mô tả khoa học đầu tiên năm 1998.